# Grevehuset
Grevehuset utgörs av tre byggnader i kvarteret Odin vid Kylandersgatan 2/Nya Stadens torg 9/Mellbygatan 1 i Lidköping. Byggnaderna, som uppfördes på 1600-talet och 1800-talet, är byggnadsminne sedan den 6 februari 1978.
Byggnadsminnet Grevehuset upptar nordöstra halvan av kvarteret Odin som ligger i sydvästra hörnet av stora torget i Lidköping. Byggnadsminnet omfattar tre byggnader; huvudbyggnaden mot torget, en tvåvånig panelklädd timmerbyggnad som idag inrymmer en bokhandel, "källarlängan" byggd i vinkel med huvudbyggnaden längs med Mellbygatan: en byggnad med bottenvåning av sten som inrymmer en guldsmedsverkstad och butik samt har en övervåning i trä, samt slutligen "längan," en tvåvånig träbyggnad längs Kylandersgatan. Huvudbyggnaden tillsammans med källarlängan är historiskt kända som "Grevehuset", i byggnadsminnesbeslutet benämns källarlängan för "Grevehuset" och torgbyggnaden benämns "huvudbyggnaden".

## Historia
År 1670 fick Magnus Gabriel De la Gardie privilegier på den planerade nya staden i Lidköping, som då hörde till Läckö grevskap. Sedan rådhuset satts upp lades hösten 1674 grunden till de la Gardies eget hus vid torget, "grevehuset", som det kallades redan från början. Här uppfördes en byggnad med huvudfasad mot torget och i vinkel mot denna en källarlänga. Huset försågs 1675 med ett högt torn, troligen en takryttare.

## Beskrivning
Huvudbyggnaden i kvarteret Odin 1 ligger på platsen för "grevehuset" och torde vara identisk med detta. Huset är uppfört av timmer i två våningar och klätt med lockribbspanel samt har valmat tak. Fasaderna är målade i en ljus grågul kulör, avdelade av knutlådor i grågrön kulör, samma färg har takfotsbrädor och en enkel våningsgesims. Av den ursprungliga rumsplanen finns endast en del bevarad i övervåningen, medan bottenvåningen är helt ombyggd. Övervåningen har korspostfönster i rödbrun kulör, bottenvåningens fönster har samma format men är skyltfönster med endast en ruta. Bottenvåningen inrymmer en bokhandel med entré mot torget. På sydöstra gaveln finns ytterligare en entré. Mot gården har huset en låg tillbyggnad som inrymmer lager för bokhandeln. Fasadmaterialet är samma som huset i övrigt men taket är ett plåttäckt pulpettak. En målad dörr från "grevehuset", troligen från 1600-talet, finns bevarad i Lidköpings hantverksmuseum.
Källarlängan vid Mellbygatan är sammanbyggd med huvudbyggnaden. Bottenvåningen är uppförd av putsad sten och har två ingångar med rundbågiga portomfattningar av huggen kalksten. Från gården finns fyra ingångar. Källaren innehåller fyra parvis förbundna, kryssvälvda rum. Övervåningen är av trä och klädd med lockribbspanel. Den rymmer magasinslokaler.
Östra flygeln längs Kylandersgatan tillbyggdes omkring 1860. Den är av trä och klädd med lockribbspanel.
I kvarterets södra del revs i mitten av 1970-talet tre uthuslängor innehållande bland annat äldre ladugård samt en loftbod som torde ha tillhört den ursprungliga anläggningen. På platsen uppfördes en nybyggnad för Systembolaget.